# Медеа
Медеа (итал. Medea) је насеље у Италији у округу Горица, региону Фурланија-Јулијска крајина.
Према процени из 2011. у насељу је живело 921 становника. Насеље се налази на надморској висини од 28 м.

## Становништво
Према резултатима пописа становништва 2011. у општини је живело 970 становника.
| 1936. | 1951. | 1961. | 1971. | 1981. | 1991. | 2001. | 2011. |
| ----- | ----- | ----- | ----- | ----- | ----- | ----- | ----- |
| 977   | 1.048 | 1.013 | 887   | 871   | 839   | 937   | 970   |